# Галушка Денис Онисимович
Денис Онисимович Галушка (*30 травня 1902, с. Чумаки Катеринославщина нині Дніпропетровськ —†31 грудня 1937, Харків) — український радянський письменник.

## Біографічні відомості
Денис Онисимович Галушка народився 30 травня 1902 року в с. Чумаки на Катеринославщині в хліборобській сім'ї.
Після закінчення початкової школи працював у батьківському господарстві.
Тривалий час перебував у Червоній Армії: з 1924 по 1930 рік служив у Першій кавалерійській дивізії. По тому був направлений на навчання в Інститут червоної професури, після успішного завершення якого працював завідувачем кафедри літератури Харківського педінституту, викладав курс зарубіжної літератури у Харківському університеті, очолював правління тамтешньої письменницької організації.
Був членом ВКП(б).

### Репресії
17 вересня 1937 року на підставі ордера № 33/3, виписаного Харківським обласним управлінням НКВС, був заарештований як «член контрреволюційної антирадянської і терористичної організації».
Слідство не мало аніякісіньких доказів вини Галушки, але, керуючись настановами «залізного наркома» Єжова, з допомогою тортур, менше ніж за два місяці добилося «зізнання» заарештованого, що він, нібито, «входив у терористичну групу для здійснення терористичної акції над членами українського уряду Косіором і Петровським, вербував з аспірантів Інституту червоної професури нових членів організації».
Саме ці вибиті на допитах «зізнання» стали основою обвинувального висновку, скомпонованого помічником оперуповноваженого IV відділу УДБ Друшляком для передачі судово-слідчої справи на розгляд Російської колегії Верховного Суду СРСР. Виїзна сесія без участі звинувачення і захисту, без виклику свідків відбулася 30 грудня 1937 року. В останньому своєму слові Денис Онисимович просив об'єктивно розібратися в висунутих проти нього звинуваченнях, проте голос його, як і інших приречених, не був почутий. Як і планувалося заздалегідь, винесли стандартний для тих часів вирок — розстріл із конфіскацією майна.
31 грудня 1937 року Дениса Галушку розстріляли в харківській тюрмі. Його ім'я надовго було викреслене з літератури.

### Цитата із «Сталінських списків»
- ГАЛУШКО Денис Анисимович
- 07.12.37 Украинская ССР, Харьковская область — Кат.1
- За Сталин, Молотов, Жданов

### Реабілітація
За двадцять років по тому, у серпні 1957 року, на клопотання Спілки письменників України судово-слідчу справу Галушки Д. О. було переглянуто Верховним Судом СРСР і припинено за відсутністю складу злочину. Вирок Військової колегії від ЗО грудня 1937 року скасовано. Дениса Галушку реабілітовано посмертно.

## Творчість
Літературною творчістю почав трудитись у другій половині 20-х років, його перу належать кілька збірок оповідань. Належав до літературної організації ЛОЧАФ (Літературне Об'єднання Червоної Армії і Флоту).

## Твори
Збірки оповідань
- «Перший раз на чаті» (1929)
- «Дні боротьби» (1930)
- «Рейд ударників» (1931)
- «Рядовий революції» (1932)
- «Перші кроки» (1934)

монографія
- «Література на службі оборони радянської країни» (1932)

та ін.